# Rieglmühle

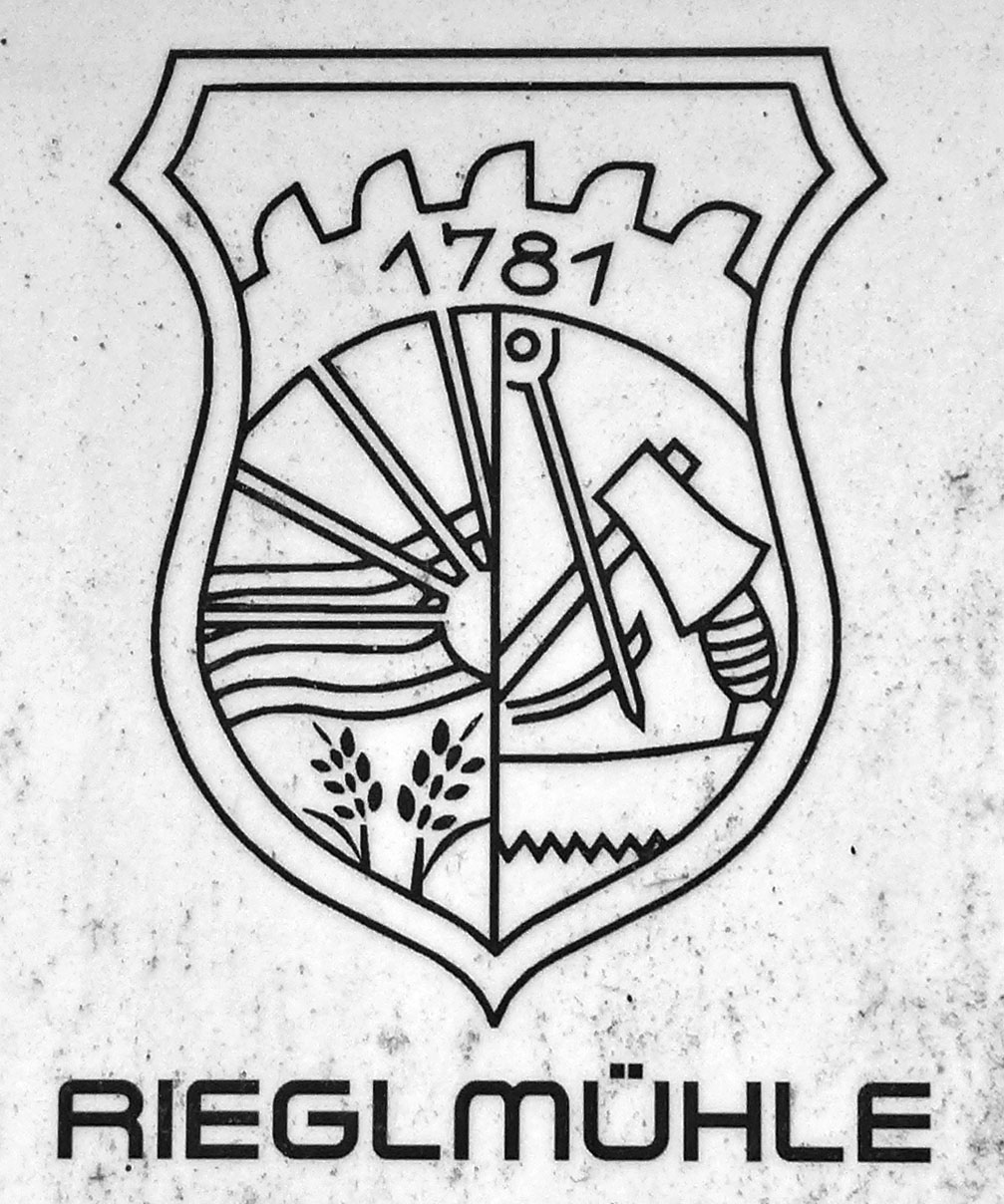
Signet Rieglmühle

Die Rieglmühle, auch Riglmühl, Riglmühle, ist eine von vier Mühlen am Maseldorferbach im Einzugsgebiet des Klambaches auf dem Gemeindegebiet von St. Thomas am Blasenstein an der Grenze zu Pabneukirchen in Oberösterreich.

## Geschichte
Die mehrteilige Gebäudegruppe der Rieglmühle mit der Adresse St. Thomas am Blasenstein, Untermaseldorf 13, wurde aufgrund privater Initiative zwischen 2007 und 2015 restauriert und unter Denkmalschutz gestellt (Listeneintrag).

## Beschreibung
Auf dem weitläufigen Areal befinden sich
- die Zufahrt und Brücke über dem Maseldorferbach

- das historische repräsentative einstöckige barocke Mühlengebäude mit dem Wasserrad an der Aussenseite und mit den inneren Mühlen- und Wohnräumen. Das Wohnhaus ist mit Lärchenbrettern eingedeckt. Die barockisierte mit Sgraffito-Technik verzierte Fassade stammt aus 1781. Die Türen im Inneren sind in Originalhöhe erhalten. Einige Räume verfügen über Riemlingdecken. Für die Revitalisierung wurde der Denkmalpreis 2015 des Landes Oberösterreich vergeben.[2][3]

- das historische Backhaus

- die historischen Stall- und Wirtschaftsgebäude

- das zusätzliche kleinere historische Mühlen- und Sägewerksgebäude mit zwei eigenen Wasserrädern an der Aussenseite
- der im Oberlauf noch wasserführende Mühlbach

- einige wenige modernere Zubauten bzw. Umbauten

Die Gebäudegruppe ist Privatbesitz und nicht ohne Weiteres zugänglich. Benachbarte Sehenswürdigkeiten sind im Westen die Ruine Klingenberg (0,8 km Luftlinie) und im Osten der Markt Pabneukirchen (1,4 km Luftlinie). 

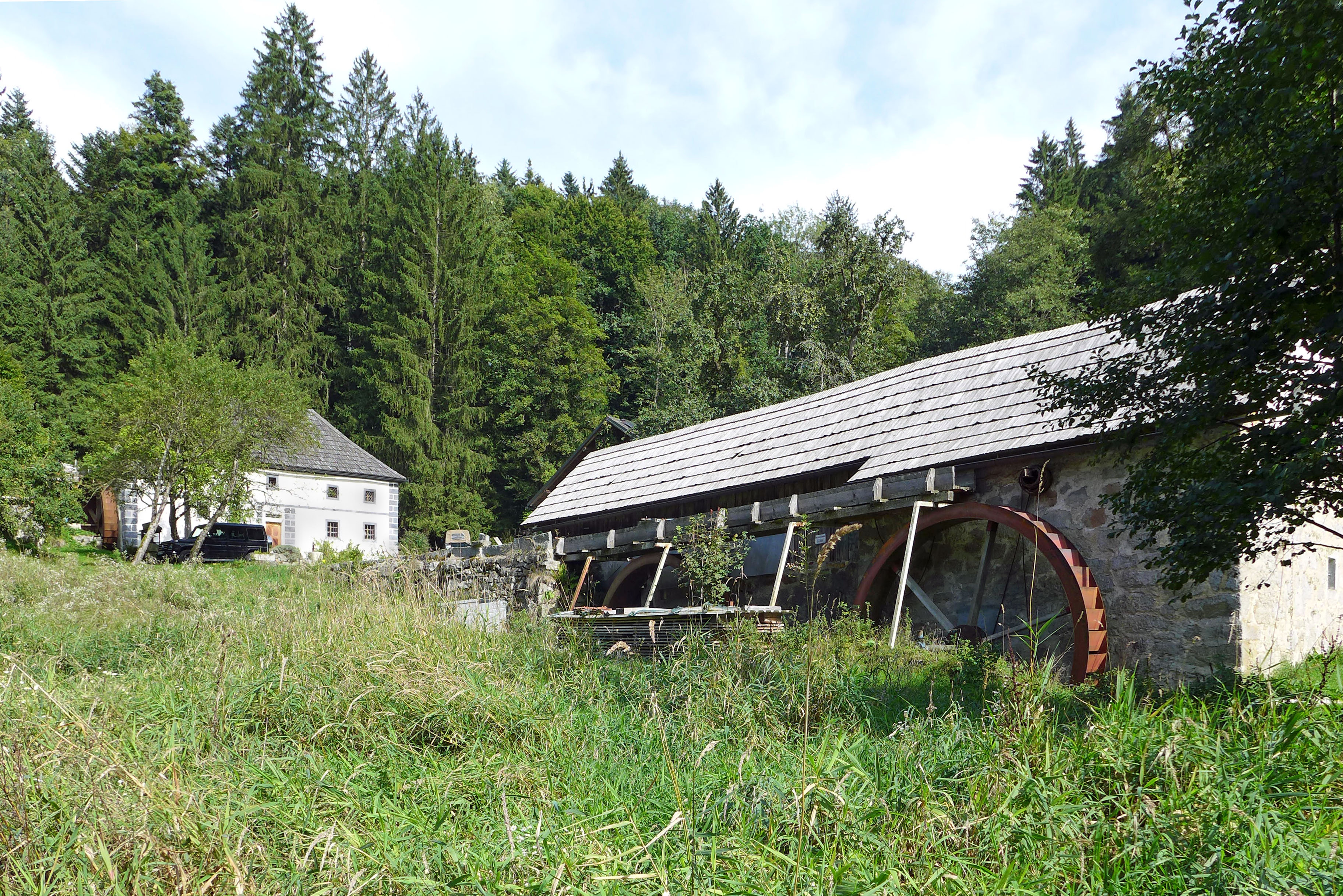
Von Westen gesehen
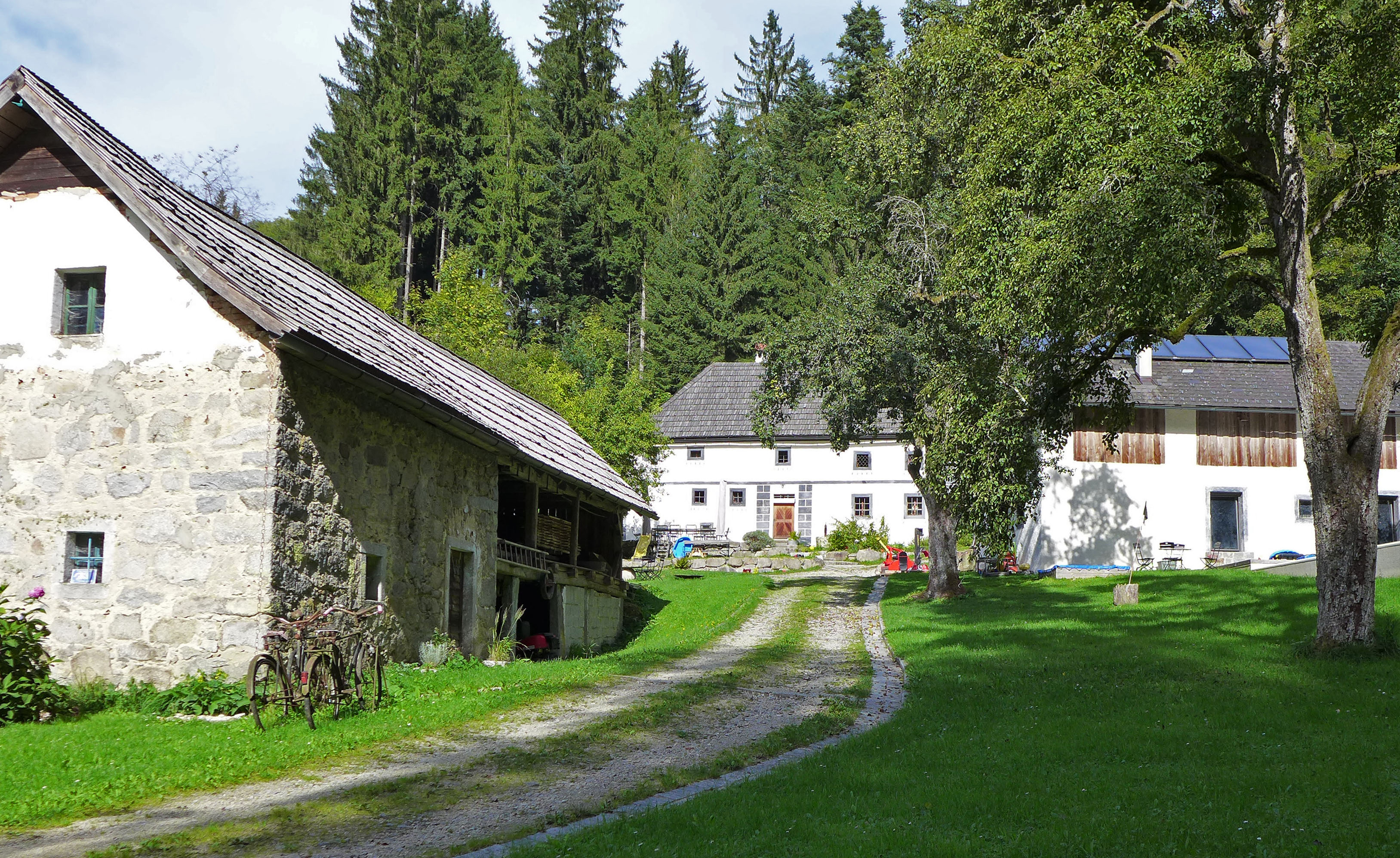
Von Süden gesehen
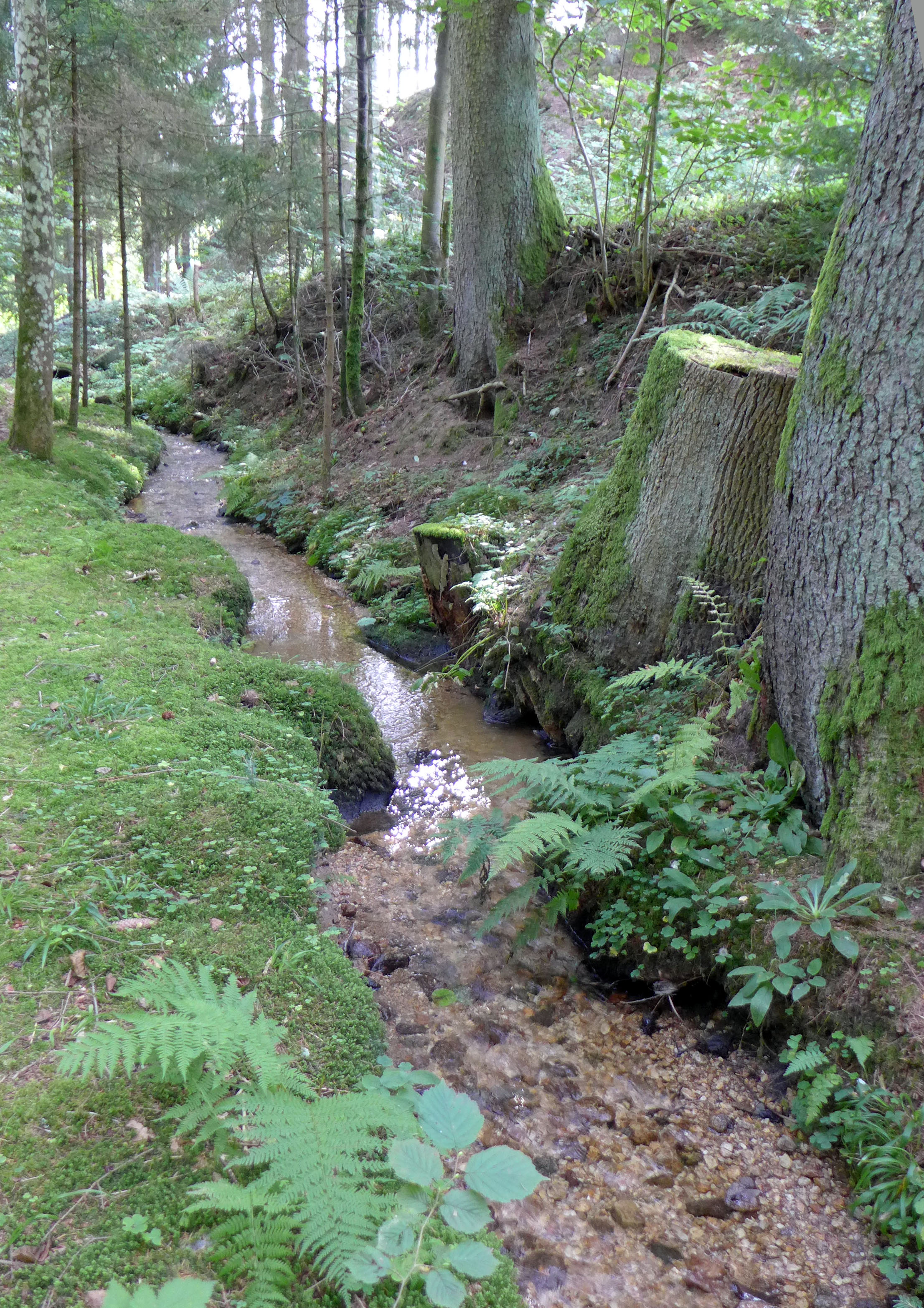
Mühlbach